# San Marinos Grand Prix 1999
San Marinos Grand Prix 1999 var det tredje av 16 lopp ingående i formel 1-VM 1999.

## Resultat
1. Michael Schumacher, Ferrari, 10 poäng
2. David Coulthard, McLaren-Mercedes, 6
3. Rubens Barrichello, Stewart-Ford, 4
4. Damon Hill, Jordan-Mugen Honda, 3
5. Giancarlo Fisichella, Benetton-Playlife, 2
6. Jean Alesi, Sauber-Petronas, 1
7. Mika Salo, BAR-Supertec
8. Luca Badoer, Minardi-Ford
9. Marc Gené, Minardi-Ford
10. Johnny Herbert, Stewart-Ford (varv 58, motor)
11. Alessandro Zanardi, Williams-Supertec (58, snurrade av)

### Förare som bröt loppet
- Pedro Diniz, Sauber-Petronas (varv 49, snurrade av)
- Olivier Panis, Prost-Peugeot (48, gasspjäll)
- Eddie Irvine, Ferrari (46, motor)
- Heinz-Harald Frentzen, Jordan-Mugen Honda (46, snurrade av)
- Toranosuke Takagi, Arrows (29, bränsletryck)
- Ralf Schumacher, Williams-Supertec (28, gasspjäll)
- Mika Häkkinen, McLaren-Mercedes (17, snurrade av)
- Pedro de la Rosa, Arrows (5, snurrade av)
- Alexander Wurz, Benetton-Playlife (5, snurrade av)
- Jacques Villeneuve, BAR-Supertec (0, växellåda)
- Jarno Trulli, Prost-Peugeot (0, snurrade av)

## VM-ställning
| Förarmästerskapet 1. Michael Schumacher, Ferrari, 16 2. Eddie Irvine, Ferrari, 12 3. Mika Häkkinen, McLaren-Mercedes, 10 Heinz-Harald Frentzen, Jordan-Mugen Honda, 10 | Konstruktörsmästerskapet 1. Ferrari, 28 2. McLaren-Mercedes, 16 3. Jordan-Mugen Honda, 13 |